# Sesato
Sesato is een monotypisch geslacht van spinnen uit de  familie van de Theridiidae (kogelspinnen).

## Soort
- Sesato setosa Saaristo, 2006